# Wohn- und Wirtschaftsgebäude Klosterstraße 7
Das Wohn- und Wirtschaftsgebäude Klosterstraße 7 in der niedersächsischen Gemeinde Lilienthal im Landkreis Osterholz stammt aus dem 19. Jahrhundert. Aktuell (2025) wird es zum Wohnen und durch eine Praxis genutzt.
Das Gebäude steht unter Denkmalschutz (siehe auch Liste der Baudenkmale in Lilienthal).

## Geschichte und Beschreibung
Lilienthal geht auf die Gründung des Klosters Lilienthal im 13. Jahrhundert zurück. Das ehemalige Wohn-/Wirtschaftsgebäude Klosterstraße 7 steht westlich des ehemaligen Klosters.
Das eingeschossige giebelständige breite Gebäude als Vierständer-Hallenhaus in Fachwerk mit Steinausfachungen, ziegelgedecktem Krüppelwalmdach und Grooter Door mit Korbbogen wurde in der Mitte des 19. Jahrhunderts gebaut. Die früher weiß geschlämmten Gefache sind heute rotsteinsichtig.
Das Landesdenkmalamt befand u. a.: „… ortsgeschichtlicher, gebäudetypischer und straßenbildprägender Zeugniswert …“